# Larry Elmore

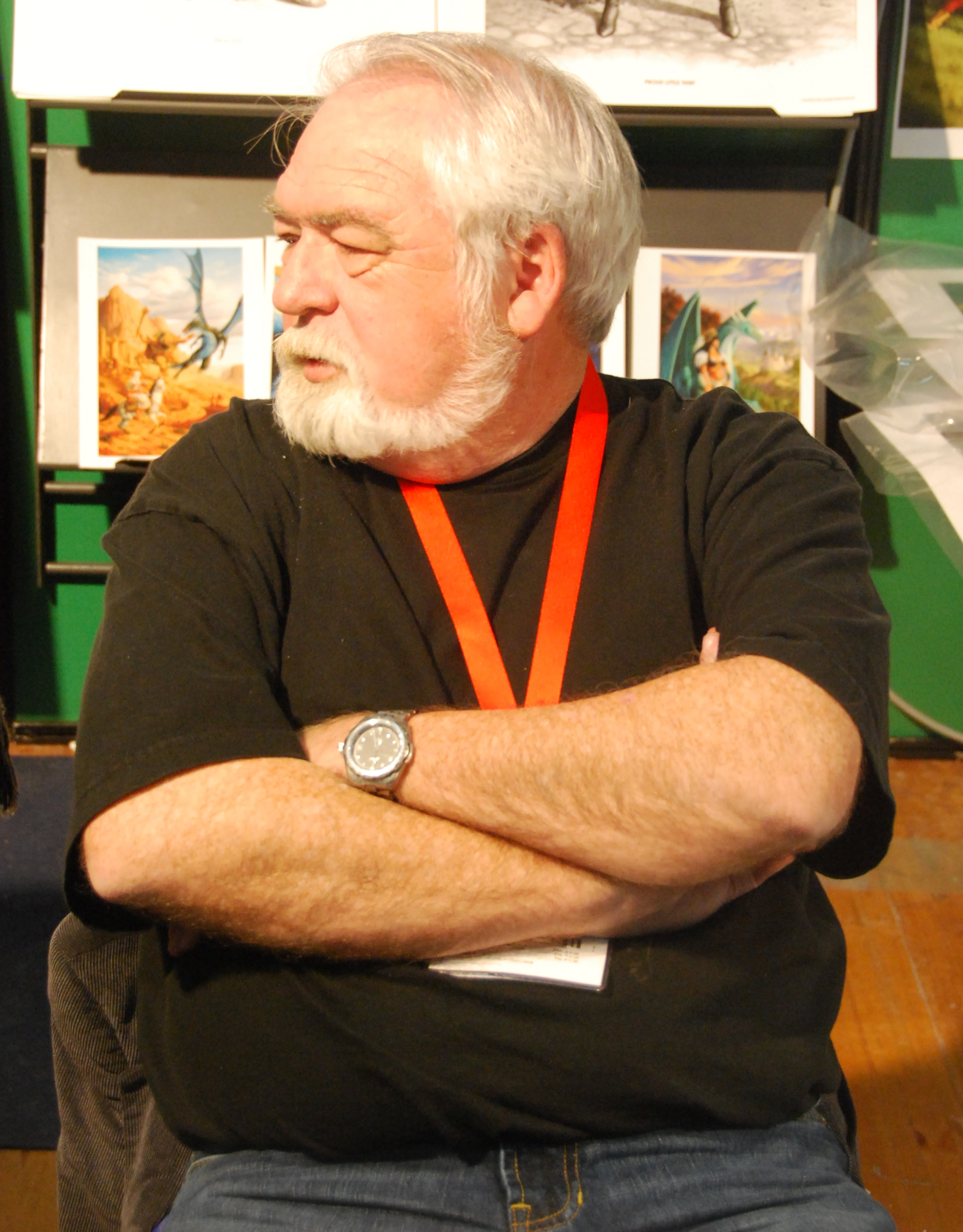
Larry Elmore (2008)

Larry Elmore (* 15. August 1948 im US-Bundesstaat Kentucky) gehört zu den Ikonen der Fantasykunst, und hat durch seine Arbeit ganze Rollenspielwelten maßgeblich mitgestaltet.

## Leben
Er erhielt 1971 den BFA Degree auf der Western Kentucky University. In den 1980er Jahren arbeitete er viel für die Rollenspielwelt des Pen-&-Paper-Rollenspiels Dungeons & Dragons.
Von 1981 bis 1987 arbeitete Elmore als Angestellter für den Rollenspielverlag TSR Inc. (mittlerweile Wizards of the Coast). In dieser Zeit schuf er seine wohl bekanntesten Illustrationen, nämlich Bilder aus der Rollenspielwelt Krynn und die Cover der Buchreihe Drachenlanze (Dragonlance). Für das Dragon Magazine entwarf er auch eine eigene Comicserie namens Snarfquest.
Seit 1987 ist er als freischaffender Künstler tätig – u. a. ab 1993 auch für TSR Inc. – und entwickelt Cover für Comics, Computerspiele, Magazine, Fantasy und Science-Fiction-Literatur und viele andere Bereiche.
Elmore lebt mit seiner Frau Betty in Leichtfield, im US-Bundesstaat Kentucky.

## Werk
Die meisten seiner Werke sind mit Ölfarben gemalt, wenige hingegen in Acrylfarben und mit Airbrush. Als Malgrund verwendet er Masonit in einer Stärke zwischen 0,625 cm und 0,9525 cm. Auf die Oberfläche trägt er Gesso (Hasenhautleim und Gips) auf, zuletzt wird mit Sandpapier geglättet. Ausgehend von einer Skizze, fertigt er das Bild opaque und in Schichten mit runden, weichen Zobelpinseln aus. An einem 50,8 cm × 76,2 cm großen Bild arbeitet er rund zwei Wochen.
Am meisten beeinflusst haben ihn Maler des späten 18. und frühen 19. Jahrhunderts.
Mitte der 1990er Jahre begann Elmore schriftstellerisch tätig zu werden.

## Preise und Auszeichnungen
- Chesley Award
  - 1989 nominiert für Best Interior Illustration
  - 2001 nominiert für Best Cover Illustration: Paperback Book

1999 wurde Elmore in die Hall of Fame des Origins Award aufgenommen.